# Уилсон, Джеймс (футболист, 2007)
Джеймс Уи́лсон (англ. James Wilson; родился 6 марта 2007) — шотландский футболист, нападающий клуба «Харт оф Мидлотиан».

## Клубная карьера
Воспитанник футбольной академии клуба «Харт оф Мидлотиан». В начале 2023 года контракт игроку предлагали «Селтик», «Рейнджерс» и клубы английской Премьер-лиги, однако в апреле 2023 года Уилсон подписал новый двухлетний контракт с «Харт оф Мидлотиан». 20 января 2024 года дебютировал в основном составе «Хартс», выйдя на замену против клуба «Спартанс» в матче четвёртого раунда Кубка Шотландии. 19 октября 2024 года дебютировал в шотландском Премьершипе в матче против «Сент-Миррена», выйдя на замену на 78-й минуте, а восемь минут спустя забил гол.

## Карьера в сборной
Выступал за сборные Шотландии до 16, до 17 и до 19 и до 20 лет, а также за сборную Северной Ирландии до 17 лет.
23 марта 2025 года дебютировал за главную сборную Шотландии, выйдя на замену в матче против сборной Греции. В возрасте 18 лет и 17 дней стал самым молодым игроком в истории национальной сборной Шотландии, побив рекорд Джона Ламби, который продержался 138 лет.